# Castelo de Idoch
O Castelo de Idoch foi um castelo do século XIV a cerca de 4.8 km a leste de Turriff, Aberdeenshire, na Escócia, perto de Idoch Water, um afluente do rio Deveron.
Acredita-se que o Castelo de Idoch foi construído durante o século XIV. O último vestígio das fundações foi retirado em 1850, quando uma grande quantidade de ossos e cinzas humanas foi descoberta.